# Charlie Lindgren
Charlie Lindgren, född 18 december 1993 i Lakeville, är en amerikansk professionell ishockeymålvakt som spelar för Washington Capitals i NHL.
Han har tidigare spelat på NHL-nivå för St. Louis Blues och Montreal Canadiens och på lägre nivåer för Springfield Thunderbirds, Rocket de Laval och St. John's Icecaps i AHL, St. Cloud State Huskies (St. Cloud State University) i National Collegiate Athletic Association (NCAA) och Sioux Falls Stampede i United States Hockey League (USHL).
Lindgren blev aldrig draftad av någon NHL-organisation.

## Privatliv
Charlie Lindgren är bror till Ryan Lindgren.